# Джаруд
44°33′09″ пн. ш. 120°54′04″ сх. д. / 44.55257° пн. ш. 120.90099° сх. д.
Джаруд (кит. 扎鲁特旗, пін. Zhālŭtè Qí, трансліт. Jarud) — один із повітів КНР у складі префектури Тунляо, Внутрішня Монголія. Адміністративний центр — містечко Лубей.

## Географія
Джаруд лежить на висоті понад 260 метрів над рівнем моря, на півдні Великого Хінгану.

### Клімат
Хошун знаходиться у зоні, котра характеризується кліматом помірних степів. Найтепліший місяць — липень із середньою температурою 24,1 °C. Найхолодніший місяць — січень, із середньою температурою -12,2 °С.
| Клімат хошуну Джаруд    | Клімат хошуну Джаруд | Клімат хошуну Джаруд | Клімат хошуну Джаруд | Клімат хошуну Джаруд | Клімат хошуну Джаруд | Клімат хошуну Джаруд | Клімат хошуну Джаруд | Клімат хошуну Джаруд | Клімат хошуну Джаруд | Клімат хошуну Джаруд | Клімат хошуну Джаруд | Клімат хошуну Джаруд | Клімат хошуну Джаруд |
| Показник                | Січ.                 | Лют.                 | Бер.                 | Квіт.                | Трав.                | Черв.                | Лип.                 | Серп.                | Вер.                 | Жовт.                | Лист.                | Груд.                | Рік                  |
| Середній максимум, °C   | −6,3                 | −1,5                 | 5,9                  | 16,2                 | 23,6                 | 28                   | 29,4                 | 28,5                 | 23,2                 | 14,7                 | 3,2                  | −4,4                 | 13,4                 |
| Середня температура, °C | −12,2                | −8,1                 | −0,9                 | 9,3                  | 17                   | 21,9                 | 24,1                 | 22,6                 | 16,2                 | 7,7                  | −2,9                 | −10                  | 7,1                  |
| Середній мінімум, °C    | −16,5                | −13,2                | −6,7                 | 2,7                  | 10,2                 | 16                   | 19,1                 | 17,3                 | 10,2                 | 2                    | −7,6                 | −14,2                | 1,6                  |
| Норма опадів, мм        | 0.8                  | 0.7                  | 3.8                  | 12.5                 | 27                   | 68.7                 | 123.2                | 79.6                 | 29.1                 | 12.1                 | 3.2                  | 1.3                  | 362                  |
| Вологість повітря, %    | 44                   | 39                   | 36                   | 34                   | 39                   | 55                   | 67                   | 65                   | 55                   | 46                   | 45                   | 46                   | 47.6                 |
| ----------------------- | -------------------- | -------------------- | -------------------- | -------------------- | -------------------- | -------------------- | -------------------- | -------------------- | -------------------- | -------------------- | -------------------- | -------------------- | -------------------- |
| Джерело: data.cma.cn    |                      |                      |                      |                      |                      |                      |                      |                      |                      |                      |                      |                      |                      |